# Nemesia incerta
Nemesia incerta là một loài nhện trong họ Nemesiidae.
Nemesia incerta được miêu tả năm 1874 bởi O. P.-Cambridge.